# Menhir de Penglaouic
Le menhir de Penglaouic est un menhir situé à Loctudy, dans le département du Finistère en France.

## Historique
Il est classé au titre des monuments historiques par arrêté du 7 mai 1974. À l'origine, il indiquait la source d'un ruisseau et se trouvait à deux kilomètres environ de la côte. Il marque aujourd'hui la limite entre les communes de Loctudy et de Pont-l'Abbé, et est indiqué sous ce nom sur le cadastre.

## Caractéristiques
Le menhir est un bloc de granite à grains fins de 3 m de hauteur. Situé sur l'estran, le commandant Devoir lui attribuait 4,90 m de hauteur au-dessus des plus basses mers en 1912, désormais il ne dépasse que d'environ 4,00 m en raison de l'envasement et il est à moitié submergé à marée haute. 

## Étymologie
Le nom de Penglaouic, à l'orthographe variée, reste empreint de mystères quant à sa signification. Sur les anciens cadastres, il est localisé du simple nom de men (pierre en breton) ou menhir (pierre longue), comme sur le cadastre napoléonien par exemple. Trois traductions supposées sont évoquées : 
- tête noire, de pen (tête) et glaou (charbon), sans doute pour évoquer la mésange charbonnière,
- tête de poux, de pen (tête) et laou (poux), pour illustrer le lichen recouvrant le sommet de la pierre,
- tête de Guillaume, de pen (tête) et laouic (Guillaume), en référence à une personne prénommée ainsi et résidant à proximité.